# Ametrida centurio
Ametrida centurio là một loài động vật có vú trong họ Dơi mũi lá, bộ Dơi. Loài này được Gray mô tả năm 1847.

## Hình ảnh

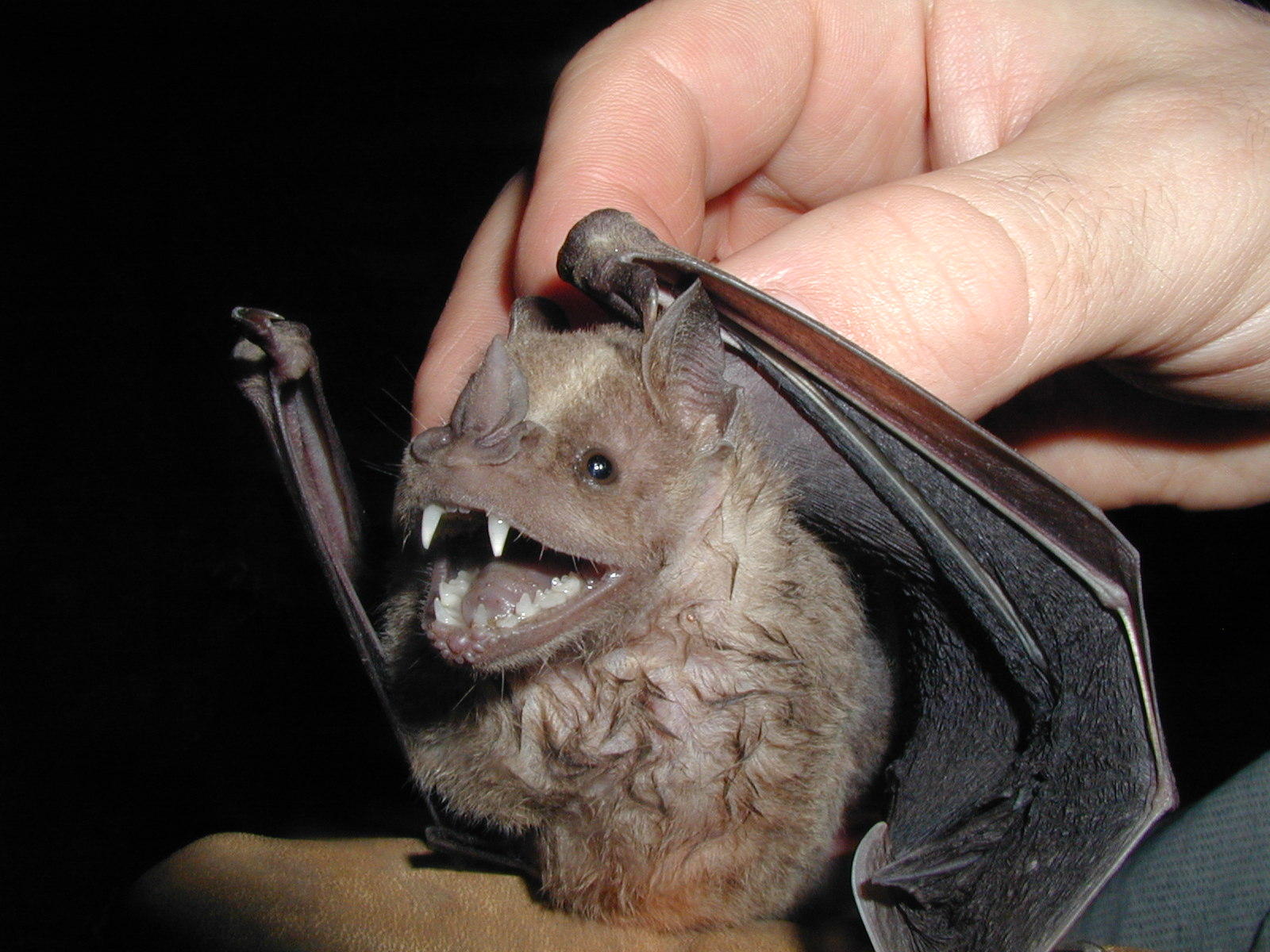